# بندر الجلعود
بندر الجلعود (ولد في حائل عام 1986) مصور سعودي، عُرف في السعودية بلقب "المصور الملكي" بسبب عمله مصوراً في الديوان الملكي السعودي، وإجادته التقاط صور الملوك والزعماء ورؤساء الدول، ليحولها إلى قصص وحكايا تتصدر كبرى الصحف العالمية. منح وسام الملك عبد العزيز من الدرجة الرابعة عام 2021، كما كُرّم من ضمن الشخصيات المكرّمة من جائزة التميز الإعلامي عام 2023.

## حياته وتعليمه
ولد بندر الجلعود في حائل عند أخواله، ثم انتقل إلى بريدة في القصيم عند أهله، وواصل تعليمه إلى مرحلة البكالوريوس، ثم أصبح موظفاً في فرع وزارة العمل في بريدة عام 2008.

## بداياته
بدأ الجلعود من تمرين في مدينة حفر الباطن باسم "سيف عبد الله"، حيث استطاع بندر الجلعود أن يسجل اسمه في هذا التمرين، فقد دخل بصعوبة إلى الموقع ليلتقط صورًا نشرتْها وكالات الأنباء، ومن هنا، أصبح الجلعود "مصور التاريخ" في مكتب ولي العهد، الأمير سلمان بن عبد العزيز (في حينها)، لتبدأ مهمته في تصوير ولي العهد ووزير الدفاع الأمير سلمان، وهو يزور منطقة الحدود الشمالية.

## تجربة التصوير
بدأ هواية التصوير عام 2003م انطلاقاً من تصوير المناسبات الرياضية والاجتماعية، وكانت أول كاميرا امتلكها (كوداك) أهدتها له والدته، وبعد عشر سنوات، وتحديداً في رمضان عام 2013 تلقى اتصالاً من ديوان ولي العهد يدعوه للعمل مصوراً خاصاً لولي العهد، آنذاك، الملك سلمان بن عبدالعزيز آل سعود.

## شباب على الدرب
في سبتمبر 2022، تناولت فقرة "شباب على الدرب" ضمن برنامج MBC في أسبوع، موهبة بندر الجلعود، التي تصدّرت وسائل الإعلام في العالم، حتى عرف بالمصور الملكي، لأنه أجاد التقاط صور الملوك والزعماء ورؤساء الدول، ليحولها إلى قصص تتصدر كبرى الصحف العالمية. وتميز بندر بالتقاط الصور للملك سلمان بن عبد العزيز وولي العهد الأمير محمد بن سلمان، حيث تحاكي زواياه تميزه وإبداعاته.

## جائزة التميز الإعلامي لليوم الوطني
في يناير 2022، أعلنت جائزة التميز الإعلامي لليوم الوطني 2022 في نسختها الثالثة، بالشراكة الاستراتيجية مع الهيئة السعودية للسياحة، تكريم المبدعين على المنتجات الإبداعية (الإعلامية، والدعائية) في اليوم الوطني.
تم استحداث تكريم خاص لبعض الشخصيات التي وضعت بصماتها بالإعلام، ومنهم المصور "بندر الجلعود"، حيث أبدع الجلعود، وكانت الصورة ناطقة والتفاصيل معبرة.

## التكريم والجوائز
- منح وسام الملك عبد العزيز من الدرجة الرابعة عام 2021.[9]
- حصل على جائزة صناعة المحتوى الرقمي بوسائل التواصل الاجتماعي في مسار الصورة المعبرة عام 2022.[10]
- كُرّم من ضمن الشخصيات المكرّمة في الدورة الثالثة من جائزة التميز الإعلامي عام 2023.[11]